# ريد أوكوين
ريد أوكوين (بالإنجليزية: Red O'Quinn)‏ هو لاعب كرة قدم أمريكية ولاعب كرة قدم كندية أمريكي، ولد في 7 سبتمبر 1925 في مقاطعة برونزويك في الولايات المتحدة، وتوفي في 21 أبريل 2002 في أوتاوا في كندا.

## وصلات خارجية
- ريد أوكوين على موقع كلية كرة السلة في سبورتس رفرنس.كوم (الإنجليزية)
- ريد أوكوين على موقع مرجع كرة القدم المحترفة.كوم (الإنجليزية)
- ريد أوكوين على موقع قاعة كارولاينا الشمالية للمشاهير الرياضية (الإنجليزية)